# Unidad de Tecnología Marina
La Unidad de Tecnología Marina (UTM) con sedes en Barcelona y Vigo está adscrita al Centro Mediterráneo de Investigaciones Marinas y Ambientales (CMIMA) y pertenece al área de Recursos Naturales del Consejo Superior de Investigaciones Científicas (CSIC).
La UTM realiza actividades de apoyo logístico y técnico a buques oceanográficos y bases polares, así como de desarrollo tecnológico en el ámbito de las ciencias marinas.

## Historia
La UTM deriva de la Unidad de Gestión de Buques Oceanográficos (UGBO), que nació como servicio de mantenimiento y apoyo a los buques oceanográficos Hespérides (A-33) y García del Cid. Posteriormente, se incluyó también la gestión integral de la Base Antártica Juan Carlos I, así como cierto apoyo logístico a la Base Antártica Gabriel de Castilla. También fue responsable del diseño y construcción del Buque Oceanográfico (B/O) Sarmiento de Gamboa el cual gestiona íntegramente.

## Funciones
El objetivo fundamental de la UTM es proporcionar al Ministerio de Ciencia e Innovación (MICINN) y, a los grupos de investigación oceanográfica, el soporte logístico, técnico y tecnológico necesario para la investigación marina.
Para ello, la UTM colabora en la coordinación y apoyo de las actuaciones relativas a las Instalaciones Científicas y Tecnológicas Singulares (ICTS) nacionales: Buque de Investigación Oceanográfica Hespérides, Buque Oceanográfico Sarmiento de Gamboa y la Base Antártica Juan Carlos I. Este apoyo se extiende en menor medida a la Base Antártica Gabriel de Castilla que gestiona el Ejército de Tierra. Así como la gestión integral del Buque Oceanográfico García del Cid.
La función básica de la UTM es apoyar, con el equipamiento adecuado, la realización de proyectos de investigación. Para ello ejecuta las siguientes funciones:
- Mantenimiento y gestión de las instalaciones científicas en buques y bases antárticas.
- Asistencia técnica en campañas oceanografías.
- Mantenimiento, calibración y manejo de instrumental científico y técnico.
- Adquisición y archivo de datos oceanográficos.
- Desarrollo tecnológico en el ámbito marino y polar.